# Tyler Polumbus
Tyler Polumbus (Denver, 10 aprile 1985) è un ex giocatore di football americano statunitense che ha militato nel ruolo di offensive tackle nella National Football League (NFL).

## Carriera

### Denver Broncos
Al college Polumbus giocò a football a Colorado. Dopo non essere stato scelto nel Draft NFL 2008 firmò con i Denver Broncos. Debuttò nella NFL nel primo turno contro gli Oakland Raiders e chiuse la sua stagione da rookie disputando tutte le 16 partite come riserva. La prima come titolare la disputò nella settimana 9 della stagione successiva contro i Pittsburgh Steelers. La sua seconda annata si chiuse con 15 presenze, di cui 8 come titolare. Fu svincolato il 24 agosto 2010.

### Detroit Lions
Polumbus firmò con i Detroit Lions il 25 agosto 2010.

### Seattle Seahawks
Il 31 agosto 2010 the Lions scambiarono con i Seattle Seahawks per una scelta del draft non rivelata. Partì come titolare nelle prime due gare della stagione al posto dell'infortunato Russell Okung. In stagione disputò 15 partite, di cui 7 come titolare.
Dopo avere disputato 15 partite nel 2011, i Seahawks lo svincolarono il 25 ottobre 2011.

### Washington Commanders
Il 9 novembre 2011 Polumbus firmò con i Washington Redskins.
Nella settimana 11 contro i Dallas Cowboys, Polumbus partì come guardia sinistra titolare al posto di Maurice Hurt. Nella settimana 15 partì a sorpresa come tackle destro titolare dopo un infortunio all'inguine di Jammal Brown nel riscaldamento pre-partita. Concluse la stagione con 5 presenze, di cui 4 come titolare.
Prima dell'inizio della stagione 2012 Polumbus fu nominato tackle destro titolare dopo un altro infortunio di Brown. Il 26 ottobre fu multato di 7.875 dollari per uno scontro irregolare con un avversario. Nella settimana 15 contro i Cleveland Browns fu costretto a lasciare la partita per una commozione cerebrale. Per tale motivo saltò anche la partita successiva contro i Philadelphia Eagles.
In procinto di diventare free agent prima della stagione 2013, Polumbus firmò un nuovo contratto biennale con i Redskins il 18 marzo 2013.
Polumbus iniziò la stagione 2014 come tackle destro titolare. Prima della settimana 8 contro i Dallas Cowboys, il capo-allenatore Jay Gruden annunciò che sarebbe stato spostato in panchina in favore di Tom Compton.

### Atlanta Falcons
Il 14 maggio 2015 Polumbus firmò con gli Atlanta Falcons. Il 29 settembre 2015 fu svincolato.

### Ritorno ai Broncos
Il 1 ottobre 2015, due giorni dopo essere stato svincolato dai Falcons, Polumbus firmò un contratto di un anno per fare ritorno ai Broncos.
Il 7 febbraio 2016 Polumbus fu membro della squadra dei Broncos che vinse il Super Bowl 50 contro i Carolina Panthers per 24–10.

## Palmarès

### Franchigia
- Super Bowl : 1

Denver Broncos: 50
- American Football Conference Championship: 1

Denver Broncos: 2015